# Павловский район (Ленинградская область)
Павловский район — административно-территориальная единица в составе Ленинградской области, существовавшая с 1936 по 1953 год.
Административный центр — город Павловск.
Площадь территории — 997 км². Население — 54 619 чел. (1949 год; 132 837 чел. в 1939 году, 21 592 чел. в 1945 году).

## Образование района
Район образован постановлением Президиума ВЦИК от 16 августа 1936 года, одновременно с упразднением Ленинградского Пригородного района. Первоначальное название — Слуцкий район, название его центра — город Слуцк. В состав района вошла юго-восточная часть упразднённого Пригородного района. Также в состав района вошли Фёдоровский сельсовет, выделяемый из Тосненского района, и территория трудколонии «Красная Славянка», переданная из Красногвардейского района. По территории  район примерно соответствовал существовавшему в 1927—1930 годах Детскосельскому району, однако центр последнего город Детское Село после упразднения Пригородного района перешёл в подчинение Ленинградского горсовета.

## Административное деление
При образовании района в его состав были включены город Слуцк и следующие сельсоветы:
- Кузьминский
- Московско-Славянский
- Песковский (финский)
- Петрославянский
- Пулковский
- Рыбацкий
- Средне-Рогатский
- Талликовский (финский)
- Тярлевский
- Усть-Ижорский
- Фёдоровский.

Постановлением Президиума ВЦИК от 10 октября 1937 года населённый пункт Авиагород отнесён к категории рабочих посёлков.
Постановлением ВЦИК от 2 февраля 1938 года  населённый пункт при железнодорожной станции Понтонная отнесён к категории рабочих посёлков. и ему присвоено наименование — рабочий посёлок Понтонный.
Указом Президиума Верховного Совета РСФСР от 7 октября 1938 года рабочий посёлок Авиагород передан в подчнение Ленинградского городского Совета.
Указом Президиума Верховного Совета РСФСР от 26 декабря 1938 года к категории рабочих посёлков отнесены: а) населённый пункт Усть-Ижора. В черту рабочего посёлка Усть-Ижора включены населённые пункты при Ленметаллстрое, кирпичных заводах «Усть-Ижорец», «Возрождение», «1-е Мая» и «1-я Пятилетка» Слуцкого района и б) населённый пункт Рыбацкое.
Постановлением Президиума Леноблисполкома от 14 апреля 1939 года в рамках ликвидации национальных административных единиц упразднены: а) Песковский сельсовет, его территория передана в состав Кузьминского и Пулковского сельсоветов и б) Талликовский сельсовет, с передачей его территории в состав Кузьминского сельсовета, а также в состав Дудергофского сельсовета Красносельского района.
Указом Президиума Верховного Совета РСФСР от 23 июня 1939 года в состав Слуцкого района включены Антропшинский, Минский, Покровский и Сусанинский сельсоветы и рабочий посёлок Вырица, переданные из Красногвардейского района.
Указом Президиума Верховного Совета РСФСР от 19 сентября 1939 года город Слуцк отнесён к категории городов областного подчинения.
К началу Великой Отечественной войны Слуцкий район состоял из четырёх рабочих посёлков и 12 сельсоветов — Антропшинского, Кузьминского, Минского, Московско-Славянского, Петрославянского, Покровского, Пулковского, Среднерогатского, Сусанинского, Тярлевского, Усть-Ижорского и Фёдоровского.
Указом Президиума Верховного Совета СССР от 23 января 1944 года город Слуцк был переименован в город Павловск, а Слуцкий район — в Павловский район.
Указом Президиума Верховного Совета РСФСР от 23 мая 1950 года населённый пункт Петро-Славянка отнесён к категории рабочих посёлков.
Указом Президиума Верховного Совета РСФСР от 12 июня 1950 года Пулковский и Среднерогатский сельсоветы были преобразованы в рабочие посёлки Пулково и Средняя Рогатка. Эти посёлки были выделены из состава Павловского района и переданы в подчинение Московскому райсовету города Ленинграда. Рабочий посёлок Рыбацкое передан в подчинение Невскому райсовету Ленинграда.
Указом Президиума Верховного Совета РСФСР от 24 июля 1952 года рабочие посёлки Понтонный и Усть-Ижора переданы в подчинение Колпинскому райсовету города Ленинграда.

## Упразднение района
Район был упразднён Указом Президиума Верховного Совета РСФСР от 25 июля 1953 года. Кузьминский, Московско-Славянский, Тярлевский сельсоветы были переданы в подчинение Пушкинскому райсовету Ленинграда, рабочий поселок Петро-Славянка — Колпинскому райсовету Ленинграда, город Павловск — исполкому Ленинградского горсовета, Антропшинский, Минский, Покровский, Слудицкий и Сусанинский сельсоветы вошли в состав Гатчинского района, Фёдоровский сельсовет — в состав Тосненского района.